# San Antonio del Varal
San Antonio del Varal är en ort i Mexiko.   Den ligger i kommunen San Miguel de Allende och delstaten Guanajuato, i den centrala delen av landet, 220 km nordväst om huvudstaden Mexico City. San Antonio del Varal ligger 2 113 meter över havet och antalet invånare är 873.
Terrängen runt San Antonio del Varal är kuperad åt nordost, men åt sydväst är den platt. Terrängen runt San Antonio del Varal sluttar västerut. Runt San Antonio del Varal är det tätbefolkat, med 343 invånare per kvadratkilometer. Närmaste större samhälle är San Miguel de Allende, 17,7 km väster om San Antonio del Varal. Trakten runt San Antonio del Varal består till största delen av jordbruksmark.